# Nia Abdallah
Nia Nicole Abdallah (* 24. Januar 1984 in Houston) ist eine ehemalige US-amerikanische Taekwondoin.

## Karriere
Nia Abdallah gewann in Santo Domingo bei den Panamerikanischen Spielen 2003 in der Klasse bis 57 Kilogramm Bronze. Sie trat bei den Olympischen Spielen 2004 in Athen in derselben Klasse an, in der sie nach drei Siegen das Finale erreichte. In diesem unterlag sie Jang Ji-won mit 1:2 und erhielt somit die Silbermedaille. In der Klasse bis 63 Kilogramm wurde sie 2006 in Buenos Aires Vizepanamerikameisterin und sicherte sich 2007 bei den Weltmeisterschaften in Peking Bronze.